# Thyene thyenioides
Thyene thyenioides är en spindelart som först beskrevs av Roger de Lessert 1925.  Thyene thyenioides ingår i släktet Thyene och familjen hoppspindlar. Inga underarter finns listade i Catalogue of Life.